# رنی اشرسون
رنی اشرسون (انگلیسی: Renée Asherson؛ ۱۹ مه ۱۹۱۵ – ۳۰ اکتبر ۲۰۱۴) هنرپیشه اهل بریتانیا بود.
از فیلم‌ها یا برنامه‌های تلویزیونی که در آن نقش داشته می‌توان به هنری پنجم، دیگران، سزار و کلئوپاترا، روزی که زمین آتش گرفت و باغ نیمه‌شب تام اشاره کرد.